# 25552 Gaster
25552 Gaster è un asteroide della fascia principale. Scoperto nel 1999, presenta un'orbita caratterizzata da un semiasse maggiore pari a 2,3983547 UA e da un'eccentricità di 0,0700777, inclinata di 5,68660° rispetto all'eclittica.